# Kriebstein
Kriebstein település Németországban, azon belül Szászország tartományban. Lakosainak száma 1979 fő (2023. december 31.). Kriebstein Waldheim, Roßwein, Striegistal, Rossau, Mittweida és Erlau községekkel határos.

## Népesség
A település népességének változása:
| Lakosok száma | 2127 | 2099 | 2034 | 1992 | 1979 |
|               | 2017 | 2019 | 2021 | 2022 | 2023 |